# Heykasee

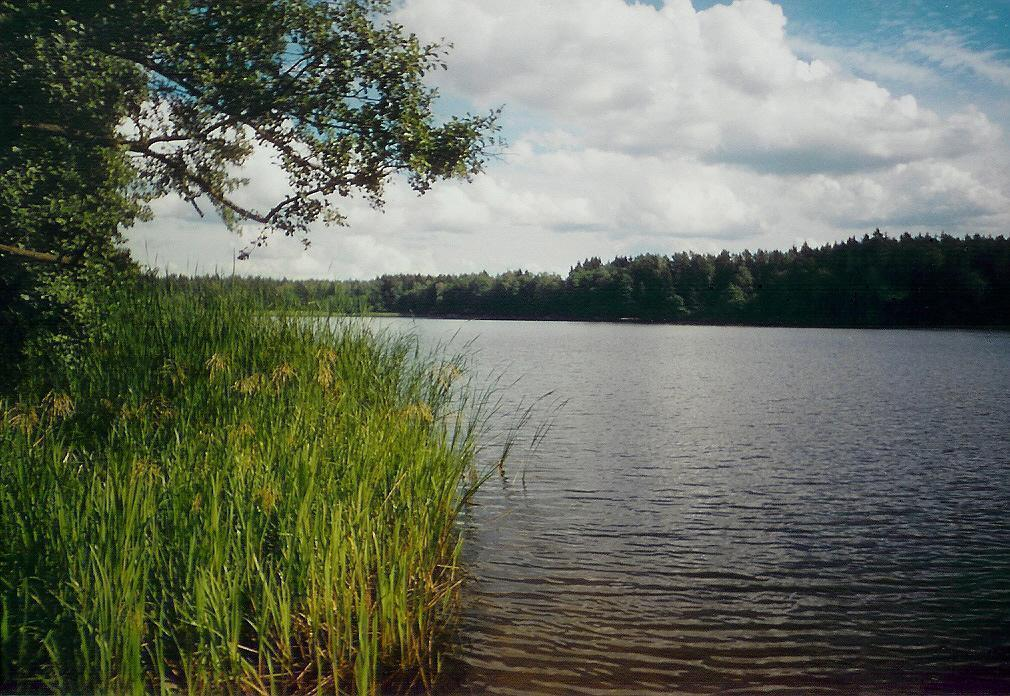
Blick vom Nordufer

Der Heykasee (polnisch Hajka) ist ein Stausee in der Woiwodschaft Westpommern in Polen. 
Von 1909 bis 1911 wurde an der Radüe in Hinterpommern ein Wasserkraftwerk errichtet. Es galt als das erste Wasserkraftwerk in Ostdeutschland. Bauherren waren zwei Gutsbesitzer aus den Familien von Heydebreck und von Kameke. Das Wasser der Radüe wurde zu einem See mit einer Länge von etwa 5 Kilometern in West-Ost-Richtung und einer Fläche von etwa 100 Hektar aufgestaut. Der erzeugte Strom wurde an die Überlandzentrale Belgard geliefert. 1939/1940 kam es zu einem Dammbruch, die Anlage wurde aber noch während des Krieges wieder hergestellt. 
Nach 1945 kam der See, wie ganz Hinterpommern, an Polen. Der Stausee besteht bis heute. 